# Ellen Deckwitz

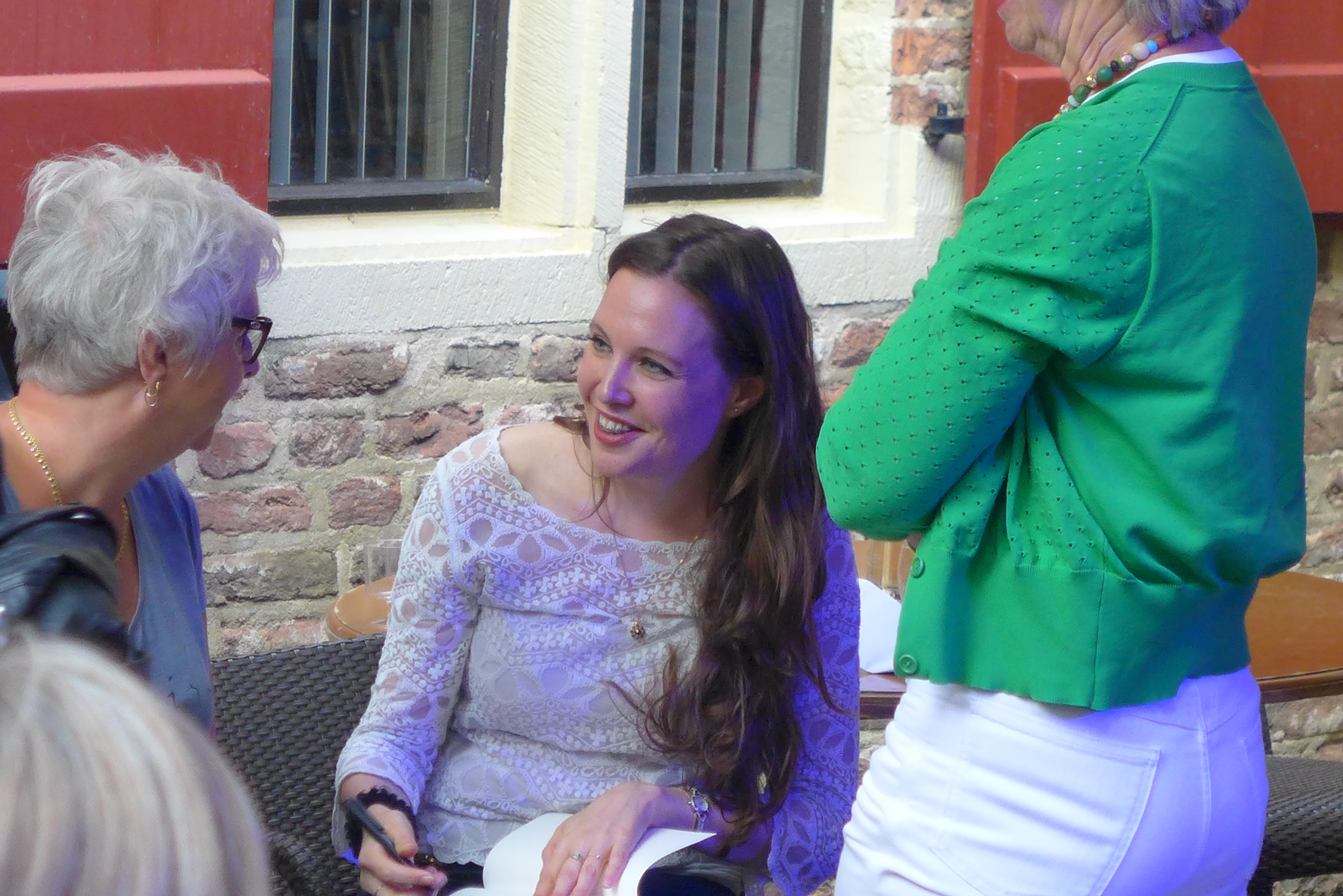
Ellen Deckwitz op het poëziefestival Het Tuinfeest in Deventer, 1 augustus 2015

Ellen Deckwitz (Deventer, 20 mei 1982) is een Nederlandse dichteres, schrijfster, theatermaakster en columniste. Ze schrijft onder meer voor NRC (voorheen ook voor NRC Next) en De Morgen.

## Leven en werk
Deckwitz groeide op in Borne. Ze studeerde Nederlands in Groningen en voltooide daarnaast een Research Master in de Literatuur- en Cultuurwetenschap. Ze studeerde af op de representatie van 9/11 in literatuur.
Ze draagt haar poëzie voor in binnen- en buitenland, onder andere op Lowlands, de Nacht van de Poëzie, Poetry International en in De Wereld Draait Door. Daarnaast verschijnt haar werk in verschillende literaire tijdschriften en bloemlezingen en is een gedeelte vertaald en gepubliceerd in het Duits, Zweeds, Engels, Arabisch, Mongools, Chinees en Frans.
Ze werkte onder meer samen met het Scapino Ballet, Spinvis en het Nederlands Blazers Ensemble. Sinds 2009 maakt ze deel uit van de band Asfaltfeeën, een samenwerking met dichter Ingmar Heytze en Spinvis-bassist Cor van Ingen. Naast haar werkzaamheden als dichter werkt ze onder meer als presentator in binnen- en buitenland, voor onder andere het Nederlands Kampioenschap Poetry Slam, Crossing Border en Behoud de Begeerte. Deckwitz geeft regelmatig lezingen en workshops over literatuurgeschiedenis, voetbal en schrijven. Eind 2014 nam ze deel aan De Slimste Mens en haalde daarin de finaleweek. Daarnaast won ze in 2015 De Grote Bijbelquiz en in 2016 de Nationale Boekenquiz.
In 2009 kreeg Deckwitz de Meander Dichtprijs toegekend voor haar poëzie. Eind 2009 won zij het Nederlands Kampioenschap Poetry Slam en verbeterde ze het Nederlands record voor de meeste gewonnen poetryslams van het jaar. Voor haar bundel De steen vreest mij ontving ze de 25e C. Buddingh'-prijs voor het beste poëziedebuut van het jaar. Voor Hoi Feest kreeg ze het C.C.S. Cronestipendium toegekend. Haar derde bundel, De blanke gave, verscheen 20 januari 2015 bij uitgeverij Atlas Contact en werd door critici uitgeroepen tot een van de drie beste bundels van 2015. Van haar poëziegids Olijven moet je leren lezen gingen in 2016 10.000 exemplaren over de toonbank.
Deckwitz schreef sinds 2015 twee keer per week een column voor NRC Next en publiceert columns in NRC (voorheen NRC Handelsblad) recensies en artikelen over literatuur, muziek, voetbal en het Eurovisiesongfestival. Daarnaast heeft zij een wekelijkse column in De Morgen over literatuur. Samen met schrijvers Edward van de Vendel en Dave Boomkens richtte ze de site Eurostory.nl op, waarin ze verslag doet van de politieke, journalistieke en culturele achtergronden van het Eurovisiesongfestival.
Samen met Joost de Vries en Charlotte Remarque, en in samenwerking met uitgeverij Das Mag en opinieweekblad De Groene, verzorgt ze een literatuurpodcast: Boeken FM. In deze podcast wordt een actueel, relevant of gewoon ijzersterk boek besproken.
Op 27 juni 2019 werd op het Blokhuisplein te Leeuwarden een poëzietableau onthuld (onderdeel van de Poëzieroute Leeuwarden), met een gedicht van Ellen Deckwitz over Saskia van Uylenburgh, de vrouw van Rembrandt. Saskia werd in 1612 in Leeuwarden geboren als dochter van burgemeester Rombertus van Uylenburgh. De steen van 1.80 bij 1.20 meter werd onthuld in aanwezigheid van burgemeester Ferd Crone, die deze dag afscheid van zijn gemeente nam. De titel van het gedicht is 'EENS' en handelt over de jeugd van Saskia in Leeuwarden ("Eens... was je onbekend met de geur van verf en blonk de toekomst nog. Eens was je een kleine Friese lelie, een burgemeestersdochter. Hoefde je nog niet te poseren.").
Voor de Boekenweek 2020, waarvan het thema 'Rebellen en dwarsdenkers' was, schreef Deckwitz het boekenweekgedicht 'Rebel'. In 2022 won ze de oudste Nederlandse literaire prijs, de Tollensprijs (sinds 1902 uitgereikt), voor haar oeuvre. In 2024 werd ze voor een periode van twee jaar benoemd tot staddichter van Amsterdam. In het kader van 'Gedicht op de Muur', georganiseerd door Hengelo Leest, onthulde Deckwitz op 17 december 2022 haar gedicht 'Blijf maar even staan'.

## Theater
- 2018-2019 - Indiëmonologen
- 2017-2019 - Olijven moet je leren lezen
- 2015 - Dansen op het Glazen Plafond

## Prijzen

### Literaire prijzen
- 2009 - Meander Dichtprijs
- 2009 - Nederlands Kampioenschap Poetry Slam
- 2012 - C. Buddingh'-prijs voor De steen vreest mij
- 2013 - C.C.S. Cronestipendium 2013
- 2020 - E. du Perronprijs 2019 voor Hogere natuurkunde
- 2021 - De Johnny, oeuvreprijs voor podiumpoëzie[4]
- 2022 - Tollensprijs voor haar oeuvre
- 2024 - de Italiaanse  Premio Ciampi Valigie Rosse voor Hogere natuurkunde[5]

#### Nominaties
- 2020 - Herman de Coninckprijs voor Hogere natuurkunde
- 2020 - De Grote Poëzieprijs voor Hogere natuurkunde

### Quizzen
- Winnaar De Grote Bijbelquiz 2015
- Winnaar Nationale Boekenquiz 2016
- Winnaar Nationale Wetenschapsquiz 2017[6]

## Publicaties
- 2007 - Moordwijven, poëziesatire, geschreven met Ruth Koops van 't Jagt
- 2011 - De steen vreest mij, poëzie
- 2012 - Door de Straten, album
- 2012 - Hoi Feest, poëzie (drie gedichten hieruit werden opgenomen in De 100 beste gedichten gekozen door Ahmed Aboutaleb voor de VSB Poëzieprijs 2014 (2014))
- 2014 - Conserven, samenwerkingsbundel met Ingmar Heytze
- 2014 - Mijn beste gedicht dat u nooit zult lezen, de nagelaten gedichten van Thomas Blondeau, bezorgd en ingeleid door Deckwitz
- 2015 - De blanke gave, poëzie (vier gedichten hieruit werden opgenomen in De 100 beste gedichten gekozen door Kees 't Hart voor de VSB Poëzieprijs 2016 (2016))
- 2015 - Zo word je een geweldige dichter, handboek voor de beginnende dichter
- 2016 - Olijven moet je leren lezen, eerste hulp bij het leren begrijpen van poëzie, gebaseerd op de columnreeks 'Dichten met Deckwitz' die ze schreef voor NRC Next
- 2018 - Slapen met draken, vertaling van The trouble with Dragons van Debi Gliori
- 2019 - Game of Poems, gedichten over Game of Thrones, geschreven met Ingmar Heytze en Thomas Möhlmann
- 2019 - Hogere natuurkunde, dichtbundel over Nederlands-Indië, de oorlog, en de gevolgen daarvan voor het huidige Nederland
- 2020 - Dit gaat niet over grasmaaien, handboek voor de beginnende poëzieliefhebber
- 2023 - April, in de reeks Das Mag De Maanden[7]